# 知夫郡
知夫郡是過去隸屬島根縣的一郡，轄區位於隱岐群島西之島與知夫里島。已於1969年4月1日合併為隱岐郡。
廢除前轄有以下1町1村：
- 西之島町
- 知夫村

## 歷史

### 年表
- 1904年4月1日：實施町村制，下轄：浦鄉村、黑木村、知夫村。（3村）
- 1946年11月3日：浦鄉村改制為浦鄉町。（1町2村）
- 1957年2月11日：浦鄉町與黑木村合併為西之島町。（1町1村）
- 1969年4月1日：周吉郡、穩地郡、海士郡、知夫郡合併為隱岐郡。

### 變遷表
| 1904年4月1日 | 1904年 - 1926年 | 1926年 - 1954年      | 1955年 - 1989年          | 1955年 - 1989年 | 1989年 - 現在            | 現在                     |
| ------------ | --------------- | -------------------- | ------------------------ | --------------- | ------------------------ | ------------------------ |
| 周吉郡西鄉町 | 周吉郡西鄉町    | 1954年7月1日 西鄉町  | 1954年7月1日 西鄉町      | 隱岐郡 西鄉町   | 2004年10月1日 隱岐之島町 | 2004年10月1日 隱岐之島町 |
| 周吉郡東鄉村 |                 | 1954年7月1日 西鄉町  | 1954年7月1日 西鄉町      | 隱岐郡 西鄉町   | 2004年10月1日 隱岐之島町 | 2004年10月1日 隱岐之島町 |
| 周吉郡中條村 |                 | 1954年7月1日 西鄉町  | 1954年7月1日 西鄉町      | 隱岐郡 西鄉町   | 2004年10月1日 隱岐之島町 | 2004年10月1日 隱岐之島町 |
| 周吉郡磯村   |                 | 1954年7月1日 西鄉町  | 1954年7月1日 西鄉町      | 隱岐郡 西鄉町   | 2004年10月1日 隱岐之島町 | 2004年10月1日 隱岐之島町 |
| 周吉郡中村   | 周吉郡中村      | 周吉郡中村           | 1960年11月1日 併入西鄉町 | 隱岐郡 西鄉町   | 2004年10月1日 隱岐之島町 | 2004年10月1日 隱岐之島町 |
| 周吉郡布施村 | 周吉郡布施村    | 周吉郡布施村         | 周吉郡布施村             | 隱岐郡 布施村   | 2004年10月1日 隱岐之島町 | 2004年10月1日 隱岐之島町 |
| 穩地郡都萬村 | 穩地郡都萬村    | 穩地郡都萬村         | 穩地郡都萬村             | 隱岐郡 都萬村   | 2004年10月1日 隱岐之島町 | 2004年10月1日 隱岐之島町 |
| 穩地郡五箇村 | 穩地郡五箇村    | 穩地郡五箇村         | 穩地郡五箇村             | 隱岐郡 五箇村   | 2004年10月1日 隱岐之島町 | 2004年10月1日 隱岐之島町 |
| 海士郡海士村 | 海士郡海士村    | 海士郡海士村         | 1969年1月1日 海士町      | 隱岐郡 海士町   | 隱岐郡 海士町            | 隱岐郡 海士町            |
| 知夫郡浦鄉村 | 知夫郡浦鄉村    | 1946年11月3日 浦鄉町 | 1957年2月11日 西之島町   | 隱岐郡 西之島町 | 隱岐郡 西之島町          | 隱岐郡 西之島町          |
| 知夫郡黑木村 |                 |                      | 1957年2月11日 西之島町   | 隱岐郡 西之島町 | 隱岐郡 西之島町          | 隱岐郡 西之島町          |
| 知夫郡知夫村 | 知夫郡知夫村    | 知夫郡知夫村         | 知夫郡知夫村             | 隱岐郡 知夫村   | 隱岐郡 知夫村            | 隱岐郡 知夫村            |